# Портланд (Орегон)
Портланд (енгл. Portland) је највећи град у америчкој савезној држави Орегон. Према попису из 2020. било је 652.503 становника.
Овде се налази Позориште Орегон.

## Географија
Портланд се налази на надморској висини од 152 m.

## Демографија
По попису из 2010. године број становника је 583.776, што је 54.655 (10,3%) становника више него 2000. године.
|                   | 2010.            | 2000.            |
| Укупно            | 583 776 (100,0%) | 529 121 (100,0%) |
| Белци             | 421 773 (72,25%) | 399 351 (75,47%) |
| Хиспаноамериканци | 54 840 (9,394%)  | 36 058 (6,815%)  |
| Азијати           | 41 692 (7,142%)  | 33 470 (6,326%)  |
| Афроамериканци    | 36 695 (6,286%)  | 35 115 (6,636%)  |
| Остали            | 28 776 (4,929%)  | 25 127 (4,749%)  |

## Партнерски градови
- Хабаровск
- Сапоро
- Улсан
- Суџоу
- Ашкелон
- Братислава